# Brit Formula–4-bajnokság
A brit Formula–4-bajnokság (hivatalos nevén ROKiT F4 British Championship a FIA által hitelesítve) egy Formula–4-es együléses autóverseny sorozat az Egyesült Királyságban, szabályait a Nemzetközi Automobil Szövetség (FIA) határozza meg és a Motorsport UK irányítja.
Elődje a Brit Formula–Ford-bajnokság volt, amely 1976 és 2014 között létezett. 2015 és 2021 között a Mygale által gyártott alvázat, az M14-F4-et használták, amelyben a Ford által gyártót motor került. 2022-től a Tatuus F4-T421-t vezették be, amelyben Abarth motor került.

## A bajnokság lebonyolítása
Minden forduló három futamból áll. A sorozat a Brit túraautó-bajnokság (BTCC) mellett futó rendezvénysorozat.
A 15 éves kortól indulhatnak a sorozatban, miután az MSA csökkentette az együléses bajnokságok korhatárát. A bajnokság győztese az FIA Forma-4-es bajnokává válik, és egy regionális Formula–3-as tesztet kap jutalmul.

## Bajnokok

### Versenyzők
| Szezon | Versenyző         | Csapat             | Versenyek | Pole-pozíció | Győzelem | Dobogós helyezés | Leggyorsabb kör | Pont  |
| ------ | ----------------- | ------------------ | --------- | ------------ | -------- | ---------------- | --------------- | ----- |
| 2015   | Lando Norris      | Carlin             | 30        | 10           | 8        | 15               | 9               | 413   |
| 2016   | Max Fewtrell      | Carlin             | 30        | 3            | 3        | 16               | 3               | 358   |
| 2017   | Jamie Caroline    | Carlin             | 30        | 4            | 10       | 16               | 6               | 442   |
| 2018   | Kiern Jewiss      | Double R Racing    | 30        | 2            | 6        | 18               | 7               | 445   |
| 2019   | Zane Maloney      | Carlin             | 30        | 6            | 10       | 15               | 5               | 427   |
| 2020   | Luke Browning     | Fortec Motorsports | 26        | 6            | 7        | 16               | 7               | 412.5 |
| 2021   | Matthew Rees      | JHR Developments   | 30        | 7            | 4        | 10               | 3               | 331   |
| 2022   | Alex Dunne        | Hitech Grand Prix  | 27        | 11           | 11       | 17               | 11              | 412   |
| 2023   | Louis Sharp       | Rodin Carlin       | 30        | 4            | 6        | 14               | 4               | 384   |
| 2024   | Deagan Fairclough | Hitech Pulse-Eight | 30        | 15           | 14       | 22               | 19              | 579.5 |

### Csapatok
| Szezon | Csapat                       | Versenyzők | Pole-pozíció | Győzelem | Dobogós helyezés | Leggyorsabb kör | Pont  |
| ------ | ---------------------------- | ---------- | ------------ | -------- | ---------------- | --------------- | ----- |
| 2015   | Carlin                       | 3          | 13           | 12       | 27               | 17              | 712   |
| 2016   | Carlin                       | 4          | 11           | 12       | 41               | 15              | 618   |
| 2017   | Carlin                       | 4          | 6            | 12       | 30               | 10              | 869.5 |
| 2018   | TRS Arden Junior Racing Team | 4          | 9            | 11       | 39               | 15              | 837   |
| 2019   | Double R Racing              | 3          | 8            | 11       | 31               | 13              | 730   |
| 2020   | Carlin                       | 3          | 3            | 10       | 23               | 5               | 609.5 |
| 2021   | JHR Developments             | 5          | 11           | 13       | 29               | 12              | 648   |
| 2022   | Carlin                       | 3          | 5            | 6        | 39               | 9               | 789   |
| 2023   | Rodin Carlin                 | 4          | 9            | 15       | 29               | 9               | 692   |
| 2024   | Hitech Pulse-Eight           | 6          | 16           | 17       | 33               | 22              | 807.5 |

### Nemzetek
| Szezon | Versenyző         | Csapat                       | Versenyek | Pole-pozíció | Győzelem | Dobogós helyezés | Leggyorsabb kör | Pont  |
| ------ | ----------------- | ---------------------------- | --------- | ------------ | -------- | ---------------- | --------------- | ----- |
| 2015   | Enaam Ahmed       | TRS Arden Junior Racing Team | 30        | 0            | 6        | 17               | 0               | 440   |
| 2016   | Alex Quinn        | Fortec Motorsports           | 30        | 2            | 16       | 26               | 1               | 589   |
| 2018   | Jack Doohan       | TRS Arden Junior Racing Team | 30        | 0            | 12       | 25               | 7               | 548   |
| 2019   | Zane Maloney      | Carlin                       | 30        | 6            | 21       | 26               | 5               | 608.5 |
| 2020   | Christian Mansell | Carlin                       | 26        | 0            | 14       | 23               | 0               | 496.5 |
| 2021   | Matthew Rees      | JHR Developments             | 30        | 7            | 9        | 19               | 3               | 426   |
| 2022   | Ugo Ugochukwu     | Carlin                       | 30        | 3            | 16       | 24               | 8               | 506   |
| 2023   | Gustav Jonsson    | Chris Dittmann Racing        | 30        | 0            | 11       | 24               | 1               | 489   |
| 2024   | Molnár Martin     | Virtousi Racing              | 30        | 0            | 7        | 22               | 0               | 403   |

| Szezon | Ország                    | Versenyek | Pole-pozíció | Győzelem | Dobogós helyezés | Leggyorsabb kör | Pont |
| ------ | ------------------------- | --------- | ------------ | -------- | ---------------- | --------------- | ---- |
| 2015   | Amerikai Egyesült Államok | 30        | 3            | 14       | 26               | 8               | 590  |

### Ford F4 Challenge kupa
| Szezon | Versenyző       | Csapat             | Versenyek | Pole-pozíció | Győzelem | Dobogós helyezés | Leggyorsabb kör | Pont  |
| ------ | --------------- | ------------------ | --------- | ------------ | -------- | ---------------- | --------------- | ----- |
| 2017   | Hampus Ericsson | Fortec Motorsports | 21        | 0            | 9        | 18               | 0               | 367.5 |